# La Flèche de Paris
La Flèche de Paris est un journal politique hebdomadaire qui a eu 209 numéros entre le 1er août 1934 et le 29 août 1939. C'était l'organe du Front commun contre le fascisme, contre la guerre et pour la justice sociale de Gaston Bergery. 
Déçu du Parti radical dont il était député, Gaston Bergery a fondé le Front commun, parti pacifiste, très à gauche, mais hostile au communisme. En 1936, il crée le Parti Frontiste avec Georges Izard, qui collabore à son tour à La Flèche de Paris. Leur but est de trouver une voie anti-capitaliste qui ne soit pas liée aux communistes. En 1937, Izard quitte le parti Frontiste pour rejoindre la SFIO. Tout en soutenant les républicains espagnols et en étant opposé au racisme et à l'antisémitisme, Bergery, et dans une certaine mesure la ligne éditoriale de son journal, se déportera vers la droite.
Parmi les collaborateurs du journal, on compte Francis Delaisi, Henri Jeanson (parfois sous le pseudonyme d'« Huguette ex-Micro »), Galtier-Boissière, André Hunebelle ou encore Jean Mazel. Parmi les dessinateurs, on compte Valère Sorokine, dit « Soro », et Claude Garnier.